# 大友親綱
大友 親綱（おおとも ちかつな）は、室町時代中期の武将・守護大名。豊後国大友氏の13代当主。

## 生涯
南北朝時代以来、大友氏の家督相続は9代当主・大友氏継の系統と10代当主・親世の系統が交互に継承し、氏継の子であった父の親著は、先代当主親世の子の持直を後継者とした。これに不満を持った親綱の兄・孝親は大内氏と結んで謀反を起こしたが鎮定されている（三角畠の乱）。
応永6年（1399年）の応永の乱により一時衰退した大内氏は、大内盛見の代に室町幕府の信任を受け、豊前国の守護職を得るなど、再び北九州に勢力を及ぼしつつあった。先の三角畠の乱も盛見が扇動した可能性がある。持直は少弐氏と組んで大内氏と敵対し、盛見を討ったが、その罪で幕府から追討を受けることになる。このとき幕府から新たに豊後守護に任じられ大友氏当主と定められたのが親綱であり、盛見の後継者である大内持世らと共に持直の討伐にあたった。なお、筑後国守護は菊池氏に譲られている。
突然の親隆から親綱への継承は将軍・足利義教が決定したものであった。義教の寵臣菊池持朝の元、肥後で養育されていた親綱は急遽豊後へ呼ばれた。
そのため、大友氏一族は親綱派と持直派に分裂することになった。父・親著と弟・親重が持直派に味方し、親綱と敵対するなど、大友一門の多くが持直派となり、親綱派は一時親綱が豊前国へ出奔を余儀なくされるなど苦戦したが、親綱は幕府と大内氏の力を背景に田北氏等を調略することで味方に付け、姫岳合戦において持直を破り当主の座を確保した。ただし、持直や親著や親重との対立はその後も止まなかった。のちに両統迭立の伝統に従い、持直の弟の親隆に家督を譲った。
歴代の大友氏当主と同じく臨済宗に深く帰依し大聖院（大聖寺）を建立する。当時は塔頭を数多く有する豊後有数の大寺院群であった。
親綱の六男が戦国時代初期に大友親治と家督を争った大友親実（大聖院宗心）である。宗心の後ろ盾となったのは将軍足利義材・大内義興だった。
墓所は大分県豊後大野市の大聖寺に存在する。

## 偏諱を受けた人物
- 大野綱基（おおの つなもと）- 豊後大神氏の一族、大野氏の当主。
- 斎藤綱実（さいとう つなざね）- 父は大友親著から偏諱を賜った著利（あきとし）。子孫に斎藤鎮実を輩出した豊後斎藤氏の当主。
- 問註所綱康（もんぢゅうじょ つなやす）- 問註所氏当主。子孫に問註所統景など。
- 吉弘綱重（よしひろ つなしげ）- 吉弘氏第5代当主。吉弘鑑理の高祖父。
- 吉弘綱忠（よしひろ つなただ）- 吉弘氏分家の当主。